# Nakagawa-ku
Nakagawa-ku (中川区?) è uno dei sedici quartieri amministrativi della città di Nagoya, in Giappone.